# Swainsboro
Swainsboro é uma cidade localizada no estado americano de Geórgia, no Condado de Emanuel.

## Demografia
Segundo o censo americano de 2000, a sua população era de 6943 habitantes.
Em 2006, foi estimada uma população de 7532, um aumento de 589 (8.5%).

## Geografia
De acordo com o United States Census Bureau tem uma área de 32,9 km², dos quais 32,1 km² cobertos por terra e 0,8 km² cobertos por água. Swainsboro localiza-se a aproximadamente 81 m acima do nível do mar.

## Localidades na vizinhança
O diagrama seguinte representa as localidades num raio de 24 km ao redor de Swainsboro.